# جان يودس موريس
جان يودس موريس (بالفرنسية: Jean-Eudes Maurice)‏ (مواليد 21 يونيو 1986 في ألفورتفيل - فرنسا) لاعب كرة قدم فرنسي يلعب حاليا لصالح نادي الدرجة الأولى باريس سان جيرمان الفرنسي منذ 2007 في مركز المهاجم .

## روابط خارجية
- جان يودس موريس على موقع الاتحاد الدولي (مؤرشف)  (الإنجليزية)
- جان يودس موريس على موقع قاعدة بيانات كرة القدم.إي يو (الإنجليزية)
- جان يودس موريس على موقع ليكيب (الفرنسية)
- جان يودس موريس على موقع ناشيونال فوتبول تيمز (الإنجليزية)
- جان يودس موريس على موقع Soccerbase.com (لاعب) (الإنجليزية)
- جان يودس موريس على موقع Soccerway.com (الإنجليزية)
- جان يودس موريس على موقع عالم كرة القدم.نت (الإنجليزية)
- جان يودس موريس على موقع كووورة
- جان يودس موريس على موقع AS.com (الإسبانية)